# Bed Rest
Pour plus de détails, voir Fiche technique et Distribution.
Bed Rest est un film d'horreur surnaturel américain écrit et réalisé par Lori Evans Taylor et sorti en 2022.
Le film est sorti sur Tubi le 7 décembre 2022. Il s'agit du premier film acquis sous la direction de Najafi Companies après la séparation de STX Entertainment d'ErosSTX.

## Synopsis
Daniel Rivers, professeur d'université, et sa femme, Julie, forment un couple qui emménage dans une maison ancienne mais chic au bord d'un lac dans le nord de l'État de New York. L'un des ouvriers embauchés par Rivers pour rénover la maison remet à Julie un vieux bracelet qu'il a trouvé lors de l'entretien du drain, supposant qu'il lui appartient. Julie choisit de garder le bracelet, même s'il ne lui appartient pas. Les Rivers entrent dans la chambre, où ils trouvent leur chat Seal Point Ragdoll, Lou, errant. Daniel est épuisé par la gestion de la rénovation de la maison, mais il est heureux dans son mariage, tout comme Julie, enceinte de sept mois et qui doit accoucher dans deux mois.

## Fiche technique
- Titre original : Bed Rest
- Titre français : Alitée
- Réalisation : Lori Evans Taylor
- Scénario : Lori Evans Taylor
- Photographie : Jean-Philippe Bernier
- Montage : Liz Calandrello
- Musique : Chris Forsgren
- Costumes : Heather Neale
- Production : Melissa Barrera, Lori Evans Taylor, Paul Neinstein, William Sherak, James Vanderbilt
- Sociétés de production :
- Direction artistique : Shelley Silverman
- Pays de production : États-Unis
- Langue originale : anglais
- Format : couleur
- Genre : horreur
- Durée : 90 minutes
- Dates de sortie :
  - Émirats arabes unis : 30 novembre 2022
  - Égypte : 30 novembre 2022
  - Belgique : 26 avril 2023
  - France : 4 mai 2023 (sur Prime Video)

## Distribution
- Melissa Barrera (VQ : Kim Jalabert) : Julie Rivers
- Guy Burnet (VQ : Nicholas Savard-L'Herbier) : Daniel Rivers
- Kristen Harris : OB-GYN de Julie
- Edie Inksetter(VQ : Hélène Mondoux): Delmy Walker
- Sebastian Billingsley-Rodriguez : Kinsey à 4 ans
- Erik Athavale(VQ : Nicolas Charbonneaux-Collombet) : Dr. Erik Meadows
- Kristen Sawatzky : Melandra Kinsey
- Koen Schneiderat : Kinsey à 7 ans
- Paul Essiembre : Dean Whittier
- Marina Stephenson Kerr : Mrs. Whittier
- Lennox Denyer : bébé Andrew Rivers
- Lou the Cat : Chai

Source et légende : version québécoise (VQ) sur Doublage.qc.ca

## Production
Le 27 juillet 2015, Metro-Goldwyn-Mayer a acquis le thriller Bed Rest de Lori Evans Taylor avec Karen Rosenfelt et Chris Sparlding attachés à la production du film. Le 25 octobre 2021, STX Entertainment et Project X Entertainment devaient produire Bed Rest avec Evans Taylor prêt à faire ses débuts en tant que réalisatrice et productrice exécutive du film avec James Vanderbilt, William Sherak, Paul Neinstein et Melissa Barrera de Project X.

### Casting
Parallèlement à cette annonce, Melissa Barrera est annoncée jouer dans le film. Le 10 décembre 2021, Guy Burnet est au casting du film.

## Sortie
Bed Rest est sorti sur Tubi le 7 décembre 2022. Il devait auparavant sortir en salles le 15 juillet 2022.